# Rueda (Spagna)
Rueda è un comune spagnolo di 1 402 abitanti situato nella comunità autonoma di Castiglia e León.